# ドレッド・ツェッペリン
ドレッド・ツェッペリン (Dread Zeppelin) は、アメリカ合衆国のバンドで、レッド・ツェッペリンの楽曲をレゲエのスタイルで演奏し、体重300ポンドに達するラスベガス時代のエルヴィスそっくりさん (Elvis impersonator) が歌うという趣向で知られる。長年の活動の中で、バンドはエルヴィス・プレスリー、ボブ・マーリー、ヤードバーズの楽曲なども取り上げている。I.R.S.レコード (I.R.S. Records) に所属していた時期には世界各地をツアーし、独自の「ツェッペリン・イナ・レゲエ・スタイル (zeppelin-inna-reggae-style)」を広めていた。

## ザ・プライム・ムーヴァーズ
ドレッド・ツェッペリンの核となったベーシストの Put-Mon (Gary Putman)、ドラマーのチーズ（Cheese：本名  Curt Lichter、以下同様）、ギタリストのジャー・ポール・ジョー (Jah Paul Jo：Joseph "Severs" Ramsey) は、カリフォルニア州パサデナ出身で、ザ・プライム・ムーヴァーズ (The Prime Movers) というバンドを組んでいた。ザ・プライム・ムーヴァーズは1986年にアイランド・レコードと契約し、イギリスでシングル「On The Trail」と「Dark Western Night」がヒットした。「Dark Western Night」では、ビッグ・カントリーのスチュアート・アダムソンが、トレードマークのEBowギターを披露しており、「Strong As I Am」というマイケル・マン監督のスリラー映画『刑事グラハム/凍りついた欲望 (Manhunter)』に使用された。
1989年にザ・プライム・ムーヴァーズとしての活動が終わると、ジャー・ポール・ジョーは「ドレッド・ツェッペリン」と名乗る新しいグループの結成をひらめいた。もともと一緒だった3人に加え、新たなギタリストカール・ジャー（Carl Jah：Carl Haasis）と、体重300ポンドでラスベガス時代のエルヴィスのそっくりさんであるトーテルヴィス（Tortelvis：Greg Tortell）がメンバーとなった。バンドとトーテルヴィスが知り合いになったのは、トーテルヴィスが運転していた牛乳配達車 (milk float) が、バンドの車に追突したのがきっかけだったとされている。ザ・プライム・ムーヴァーズ時代に長くグラフィック・アーティストとして関わっていたブライアント・フェルナンデス (Bryant Fernandez) も、コンガ奏者エド・ツェッペリン (Ed Zeppelin) としてバンドに加わった。

## バードケージ・レコード
ドレッド・ツェッペリンとしての最初のレコーディングは、レッド・ツェッペリンのシングル曲「移民の歌」と、そのB面曲でアルバム未収録だった『ヘイ・ヘイ・ホワット・キャン・アイ・ドゥ (Hey Hey What Can I Do)』を茶化したものであった。ジャー・ポール・ジョーとラスタ・リ＝モーン (Rasta Li-Mon：Lee Manning) のプロデュースで制作されたこのレコードは、バンド自身のインディー・レーベルのバードケージ・レコード (Birdcage Records) から発売され、驚くほどの売り上げとなり、ラスタ・レインボー色である赤、緑、黄、青、白、透明の7インチ45回転盤で再プレスされた。ドレッド・ツェッペリン初期のレコーディングや。最初のアルバム『Un-Led-Ed』の大部分は、ラスタ・リ＝モーンが専属エンジニアとして働いていた、ユーリズミックスのデイヴ・スチュワートの自宅スタジオで、レコーディングされた。
「移民の歌」の成功の後、第2弾シングル「胸いっぱいの愛を/Tour-telvis: A Bad Trip」がバードケージ・レコードからリリースされた。第3弾「時が来たりて (Your Time Is Gonna Come)/ウッドストック（ライブ）」は、シングル盤としては発売されなかったものの、シングルのコンピレーションとしてリリースされた『Komm Gib Mir Deine Zeppelin』（ビートルズの「抱きしめたい」のドイツ語盤のタイトルをもじったもの）に収められた。このほか、バードケージは、ライブのカセットを出していたが、これは  Live On Blueberry Cheesecake と名付けられたドレッド・ツェッペリンのファンクラブ会員にだけ購入できるものであった。

## I.R.S.レコード
1990年、ドレッド・ツェッペリンは、マイルス・コープランド3世 (Miles Copeland III) のI.R.S.レコードと契約を交わした。ファースト・アルバム『Un-Led-Ed』は、『レッド・ツェッペリン I』や『レッド・ツェッペリン II』からのカバー曲が多いが、『レッド・ツェッペリン IV』（英語では正式な題名が無い）に収められた「ブラック・ドッグ」のカバーも入っている。当初のメンバーであったドラムのチーズ（カート・リヒター）は、レコーディングの直後にバンドから脱退した。公認ドラマーは、フレッシュ・チーズ（Fresh Cheese：Paul Maselli）となった。『Un-Led-Ed』のリリース直前に、当初のメンバーであるパーカッションのエド・ツェッペリン（ブライアント・フェルナンデス）は、瓜二つの双子の兄弟であるブルース・フェルナンデス (Bruce Fernandez) と交代した。
『Un-Led-Ed』が驚くほどの成功を収めたのを受け。ドレッド・ツェッペリンは1990年秋にツアーを3週間休んで、2枚目のアルバム『5,000,000* *Tortelvis Fans Can't Be Wrong』をレコーディングした。このアルバムには、お決まりの「ツェッペリン・イナ・レゲエ・スタイル」に加え、ボブ・マーリーの「スター・イット・アップ (Stir It Up)」のカバーや、オリジナル曲3曲も収録されている。
これに続くアルバムとして、バンドは「Albert」と題する、スターになろうとするロック評論家（実在のロック評論家アルバート・ゴールドマン (Albert Goldman) を思わせる）についてのロック・オペラを構想していたが、これは実現しなかった。計画は変更されて、ディスコ曲のカバー集である『It's Not Unusual』が制作された。『5,000,000* *Tortelvis Fans Can't Be Wrong』の発表後に、フレッシュ・チーズとエド・ツェッペリンが脱退し、新アルバムのリハーサルの途中でトーテルヴィスもバンドを辞めてしまった。このため、ベースのプット＝マンが、ゲイリー・ B.I.B.B. (Gary B.I.B.B.) と名乗ってボーカルを務めた。『It's Not Unusual』には、ゲストとしてスクリーミン・ジェイ・ホーキンス (Screamin' Jay Hawkins) やランディ・バックマン (Randy Bachman) も登場している。
ディスコ音楽が大衆受けしなかったのか、人気のあったフロントマンのトーテルヴィスが去ったためか、『It's Not Unusual』の売り上げはまったくの期待はずれに終わった。バンドは I.R.S. から契約を解除され、事実上解散した。

## Hot & Spicy Beanburger
バンド自身はそれまで知らなかったが、オーストラリアの人気ロックバンドINXSはドレッド・ツェッペリンのファンで、全米ツアーの前座をドレッド・ツェッペリンにやって欲しいと依頼してきた。トーテルヴィスはバンドに戻ることを説得され、レコーディング契約はせず、1993年5月8日にカリフォルニア州サンタモニカの公演 (INXS: Live at Barker Hangar) だけに登場することになった。ドレッド・ツェッペリンはスタジオに戻り、再びジャー・ポール・ジョーとラスタ・リ＝モーンのプロデュースによってアルバム『Hot & Spicy Beanburger』を制作し、1993年にバードケージからリリースした。
1994年春、ドレッド・ツェッペリンはオリジナルビデオ映画『National Lampoon's Last Resort』に登場し、クレジットタイトルの音楽を担当した。その直後に、カール・ジャー（カール・ハーシス）とエド・ツェッペリンがバンドを脱退した。
プット＝マンがベースからリードギターに変わり、新たにドラムのデイヴィッド・レイヴン (David Raven)、ベースのダーフ・ノズナ・ハジ（Derf Nosna Haj：Freddie Johnson）、コンガと景気づけ (toast) のフェルナンデス（Fernandez：Pete Burke）を加えたドレッド・ツェッペリンは、アルバム『No Quarter Pounder』を録音した。

## イマーゴ・レコード
ドレッド・ツェッペリンに残ったメンバーは、イマーゴ・レコード (Imago Records) と契約し、クラシック・ロックのカバーを集めたアルバム『The Fun Sessions』をリリースした。このアルバムは、ドレッド・ツェッペリンにとって初めて、レッド・ツェッペリンの曲を取り上げていない、カバー曲中心のアルバムであるが、1曲だけゲイリー・プットマンの書いた「BBWAGS (Butt-Boy's Wearin' a Girls' Shirt)」も収められている。ダーフ・ノズナ・ハジとフェルナンデスはこのレコーディングを最後にバンドを去り、その後、カール・ジャーとエド・ツェッペリンが復帰した。

## クレオパトラ・レコード
その後、ドレッド・ツェッペリンは、クレオパトラ・レコード (Cleopatra Records) と契約し、伝説的トロンボーン奏者ロイド・エリオット (Lloyd Ulyate) の息子であるボブ・ナーリー (Bob Knarley) ことハワード・エリオット (Howard Ulyate) のプロデュースにより、1999年にアルバム『De-jah Voodoo』をリリースした。この録音は後に、新しいカバーを付け、『Re-Led-Ed』とタイトルを代えて、クレオパトラから再発された。

## キャッシュ・カウ
1995年、ドレッド・ツェッペリンは、キャッシュ・カウ（Cash Cow：「現金を出す雌牛＝金のなる木」の意）という新しい制作会社を作り、ゲイリー・プットマン（バット＝ボーイ）とグレッグ・トーテル（トーテルヴィス）が経営にあたり、『The Fun Sessions』を制作した。キャッシュ・カウは、1996年12月にライブ・アルバム『Front Yard Bar*B*Que』を、1997年11月にはオリジナル曲ばかりのアルバム『Spam Bake』をリリースした。これら3作はいずれもロバート・インコーヴァイア (Robert Incorvaia) がプロデュースしていた。『Spam Bake』はゲイリー・プットマンの「オリジナル作品の傑作」であると同時に、1960年代のエルヴィス・プレスリー映画の音楽をもじったものであった。キャッシュ・カウ・レコードからは、いずれもボブ・ナーリーがプロデュースした、バンドにとって最初のクリスマス向けアルバムとなった2002年の『Presents』や、2004年の『Chicken and Ribs』もリリースされ、さらにはDVD作品（『Jah-La-Palooza 2004』、『 Live in Minne-Jah-Polis 2002』）や、長く忠実に支持してきたファンたちの熱望に応えて商品化されたブートレッグ・ショーの類もリリースされている。
2008年、バンドはアルバム『Bar Coda』をリリースしたが、これをプロデュースしたのは長年メンバーであったスパイス (Spice) ことクリス・ボーリン (Chris Boerin) だった。『Bar Coda』のレコーディング中に、カール・ジャーはグループを脱退した。ライブ・ショーにおいては、スパイスがキーボードとパーカッションを演奏して、カール・ジャーの抜けた穴を埋めた。
リード・シンガーのトーテルヴィスは、2005年5月27日、アリゾナ州フェニックスのバンク・ワン・ボールパークで、遂に国家「星条旗」をバンドのメンバーたちとともに歌う栄誉に浴した。実はこれより前の1992年に、トーテルヴィスはミネソタ・ツインズのゲームで国歌を歌うことになっていたのだが、ロザンヌ・バーの一件のような事態が懸念されて、トーテルヴィスが国歌を歌う機会は本番の2日前になってキャンセルされたのであった。
ドレッド・ツェッペリンは、その後もツアーを続けており、編成はオリジナル・メンバーであるバット＝ボーイとトーテルヴィス、長くメンバーであるスパイス、ボブ・ナーリー、ジギー・ナーリー (Ziggy Knarley)、チャーリー・ハジ  (Charlie Haj) となっている。プットマンは、ドレッド・ツェッペリンのすべてのレコードに参加し、すべてのライブ・ショーに出演した唯一のメンバーである。2009年に、バンドは結成20周年を迎えた。

## ディスコグラフィ

### シングル
- "Immigrant Song" / "Hey Hey What Can I Do" (1989) 7" clear, blue, green, red, white and yellow vinyl, Birdcage Records
- "Whole Lotta Love" / "Tour-Telvis: A Bad Trip" (1989) 7" black and pink vinyl, Birdcage Records
- "Heartbreaker (At The End Of Lonely Street)" (1990) UK CD single, IRS Records
- "Your Time Is Gonna Come" (edit) (1990) UK CD single, IRS Records
- "Stairway To Heaven" (1991) UK CD single, IRS Records

### カセット
- Kom Gib Mir Deine Zeppelin (1989), 6 Song EP, Birdcage Records
- Live On Blueberry Cheesecake (1992) 7 Song Fan Club EP, Birdcage Records

### スタジオ・アルバム
- Un-Led-Ed (Un-Led-Ed) (1990) IRS Records
- 5,000,000* *Tortelvis Fans Can't Be Wrong (1991) IRS Records
- ロックン・ロール (Rock'n Roll) (1991) 日本限定版 日本ビクター
- 正統派宣言 (It's Not Unusual) (1992) IRS Records
- ツェッペリン・リターンズ (Hot & Spicy Beanburger) (1993)[14] Birdcage Records
- The First No-Elvis (1994)[15] Birdcage Records
- No Quarter Pounder (1995)[14] Birdcage Records
- en:The Fun Sessions (1996) Imago
- Ruins (1996)[16] Birdcage Records
- Spam Bake (1998)
- De-jah Voodoo (2000) — 2004年にRe-Led-Ed として再発
- Presents (2002)
- Chicken and Ribs (2004)[17]
- Bar Coda (2007)
- Best of the IRS years (2009)
- Soso (2011)

### ライブ・アルバム
- Front Yard Bar*B*Que (1996)
- The Song Remains Insane (1998) 2 CD オーストラリア限定盤  TWA Records
- Haunted Houses O' The Holy (1999)
- Live - Live At Larry's (2002)
- Live - Hots On For Fresno (2003)

### DVD
- Live at The Cabooze in Minne-jah-polis (2003)
- Jah-La-Palooza (2004)[17]
- Pure Inner-Tainment (2009)[18]